# Podolí (ort i Tjeckien, Zlín)
Podolí är en ort i Tjeckien.   Den ligger i regionen Zlín, i den östra delen av landet, 260 km öster om huvudstaden Prag. Podolí ligger 433 meter över havet och antalet invånare är 229.
Terrängen runt Podolí är kuperad söderut, men norrut är den platt. Runt Podolí är det ganska tätbefolkat, med 222 invånare per kvadratkilometer. Närmaste större samhälle är Vsetín, 14,3 km sydost om Podolí. I omgivningarna runt Podolí växer i huvudsak blandskog.